# Patrycja Balcerzak
Patrycja Balcerzak (1º gennaio 1994) è una calciatrice e allenatrice di calcio polacca, centrocampista del SMS Łódź.

## Palmarès

### Club
- Campionato polacco: 4

Medyk Konin: 2014-2015, 2015-2016, 2016-2017
Górnik Łęczna: 2018-2019
- Coppa polacca di calcio femminile: 3

Medyk Konin: 2014-2015, 2015-2016, 2016-2017